# Unterseeboot 1271
L'Unterseeboot 1271 ou U-1271 est un sous-marin allemand (U-Boot) de type VIIC/41 utilisé par la Kriegsmarine pendant la Seconde Guerre mondiale.
Le sous-marin fut commandé le 23 mars 1942 à Bremen-Vegesack (Bremer Vulkan), sa quille fut posée le 17 avril 1943, il fut lancé le 8 décembre 1943 et mis en service le 12 janvier 1944, sous le commandement de l'Oberleutnant zur See Erwin Knipping.
L'U-1271 n'a ni coulé, ni endommagé aucun navire n'ayant pris part à aucune patrouille de guerre.
Il capitula à Bergen en mai 1945 et fut sabordé en décembre 1945.

## Conception
Unterseeboot type VII, l'U-1271 avait un déplacement de 759 tonnes en surface et 860 tonnes en plongée. Il avait une longueur hors-tout de 67,20 m, un maître-bau de 6,20 m, une hauteur de 9,60 m et un tirant d'eau de 4,74 m. Le sous-marin était propulsé par deux hélices de 1,23 m, deux moteurs diesel Germaniawerft F46 de 6 cylindres en ligne de 1 400 ch à 470 tr/min, produisant un total de 2 060 à 2 350 kW en surface et de deux moteurs électriques Allgemeine Elektricitäts-Gesellschaft GU 460/8-276 de 375 ch à 295 tr/min, produisant un total 550 kW, en plongée. Le sous-marin avait une vitesse en surface de 17,7 nœuds (32,8 km/h) et une vitesse de 7,6 nœuds (14,1 km/h) en plongée. Immergé, il avait un rayon d'action de 80 nautiques (150 km) à 4 nœuds (7,4 km/h; 4,6 milles par heure) et pouvait atteindre une profondeur de 230 m. En surface son rayon d'action était de 8 500 nautiques (soit 15 700 km) à 10 nœuds (19 km/h).
L'U-1271 était équipé de cinq tubes lance-torpilles de 53,3 cm (quatre montés à l'avant et un à l'arrière) et embarquait quatorze torpilles. Il était équipé d'un canon de 8,8 cm SK C/35 (220 coups), d'un canon de 20 mm Flak C30 en affût antiaérien et d'un canon 37 mm Flak M/42 qui tire à 15 350 mètres avec une cadence théorique de 50 coups par minute. Il pouvait transporter 26 mines TMA ou 39 mines TMB. Son équipage comprenait 4 officiers et 40 à 56 sous-mariniers.

## Historique
Il reçut sa formation de base au sein de la 8. Unterseebootsflottille basé à Danzig, puis il fut transféré dans la 33. Unterseebootsflottille à Flensburg jusqu'à sa perte.
Étant toujours en formation à la fin de la guerre, il n’a jamais pris part à une patrouille ou à un combat.
L'U-1271 se rend aux Alliés le 9 mai 1945 à Bergen, en Norvège.
Le 2 juin 1945, il est transféré au point de rassemblement du Loch Ryan en vue de l'opération Deadlight, opération alliée de destruction de la flotte d'U-Boote de la Kriegsmarine.
L'U-1271 coule le 8 décembre 1945 dans l'Atlantique Nord au nord de Malin Head, pendant son remorquage par le destroyer HMS Southdown.
Innes McCartney a localisé l'épave de l'U-Boot en 2002 ; elle gît par 60 mètres de profondeur à la position géographique 55° 28′ 50″ N, 7° 20′ 40″ O.

## Affectations
- 8. Unterseebootsflottille du 12 janvier 1944 au 30 septembre 1944 (Période de formation).
- 33. Unterseebootsflottille du 1er octobre 1944 au 8 mai 1945 (Période de formation).

## Commandement
- Oberleutnant zur See Erwin Knipping du 12 janvier 1944 à avril 1945.
- Oberleutnant zur See Sven Thienemann d'avril 1945 au 9 mai 1945.